# 拉戈季夫 (布羅德區)
50°5′39″N 25°5′6″E / 50.09417°N 25.08500°E
拉戈季夫（烏克蘭語：Лагодів），是烏克蘭西部的村莊，隸屬利維夫州的佐洛奇夫區。該村面積5.08平方公里，海拔高度223米，2001年人口263，人口密度每平方公里51.8人。